# Religion traditionnelle chinoise

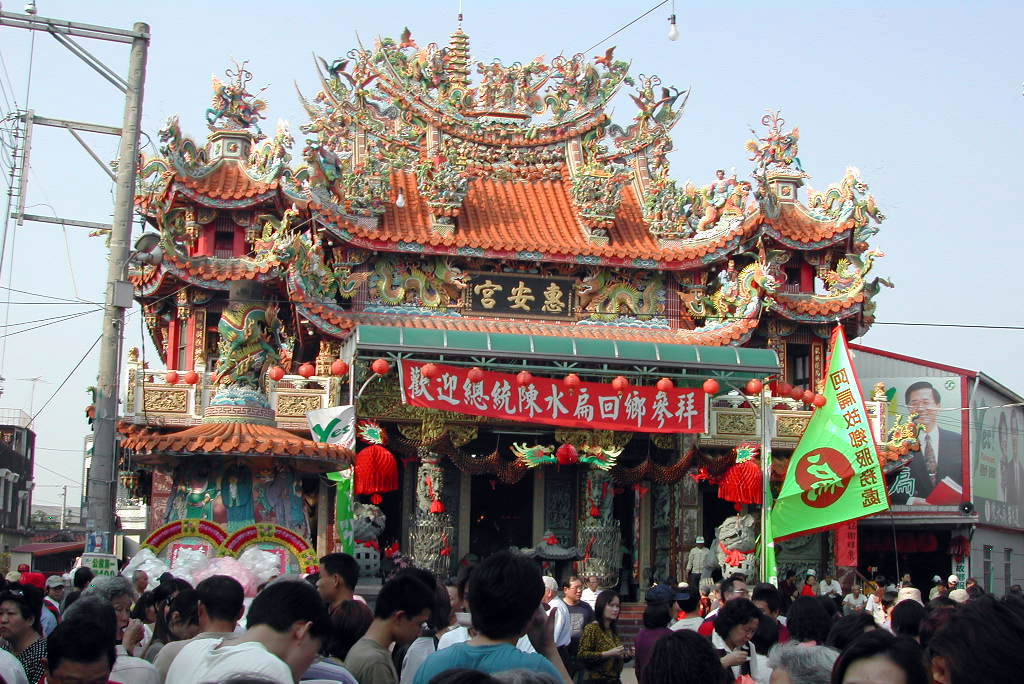
Temple Hui-an à Tainan, Taïwan.

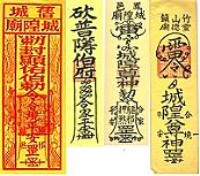
Talismans provenant du temple du Dieu-Préfet.

La religion traditionnelle chinoise, également appelée religion populaire chinoise (chinois : 中国民间信仰 ; litt. « croyances populaires chinoises »), shenisme, (religion des dieux ou esprits, du chinois : 神 ; pinyin : shén) ou tout simplement religion chinoise, est une religion polythéiste syncrétiste pratiquée par la majorité des Hans (汉族 / 漢族, hànzú) (avec une coupure entre 1949 et 1980 en Chine populaire), dans laquelle il faut inclure les écoles taoïstes.
Cette religion est restée très vivante dans les zones de peuplement chinois en dehors de la Chine populaire, comme la république de Chine (Taïwan) ou Hong Kong. En république populaire de Chine, après le coup d’arrêt donné à la transmission des traditions, la reprise du culte s’y est faite dans un cadre plus restreint qu'auparavant, cinq dénominations religieuses seulement étant reconnues et représentées par un organisme officiel : taoïsme, bouddhisme, islam, protestantisme, catholicisme. La religion populaire dans son ensemble ne jouit donc d'aucun statut officiel, seules certaines écoles taoïstes étant reconnues.
Née dans une région du monde où l'adhésion exclusive à une confession est une pratique presque inconnue, la religion traditionnelle repose sur une vision de l'univers et de la place qu'y occupe l'être humain partagée par tous. Ses croyances et pratiques, transmises de génération en génération, sont le résultat du mélange de toutes sortes d'influences. Il s’agit d’un fond religieux commun que les Chinois ne nommaient pas (de la même manière que le concept d'hindouisme ne s'est créé qu'en référence à des dogmes religieux extérieurs). Le vocabulaire ne fait donc référence qu’à des éléments de la religion : pratiques, personnages… Ainsi bai bai (拜拜, bàibai, « la vénération ») désigne la pratique la plus courante, une prière à une divinité assortie d'offrandes ; un daoshi (道士, dàoshì, « érudit taoïste ») est un spécialiste qui a lui-même suivi l’enseignement d’un maître (la notion de fidèle taoïste est inconnue du monde chinois traditionnel).

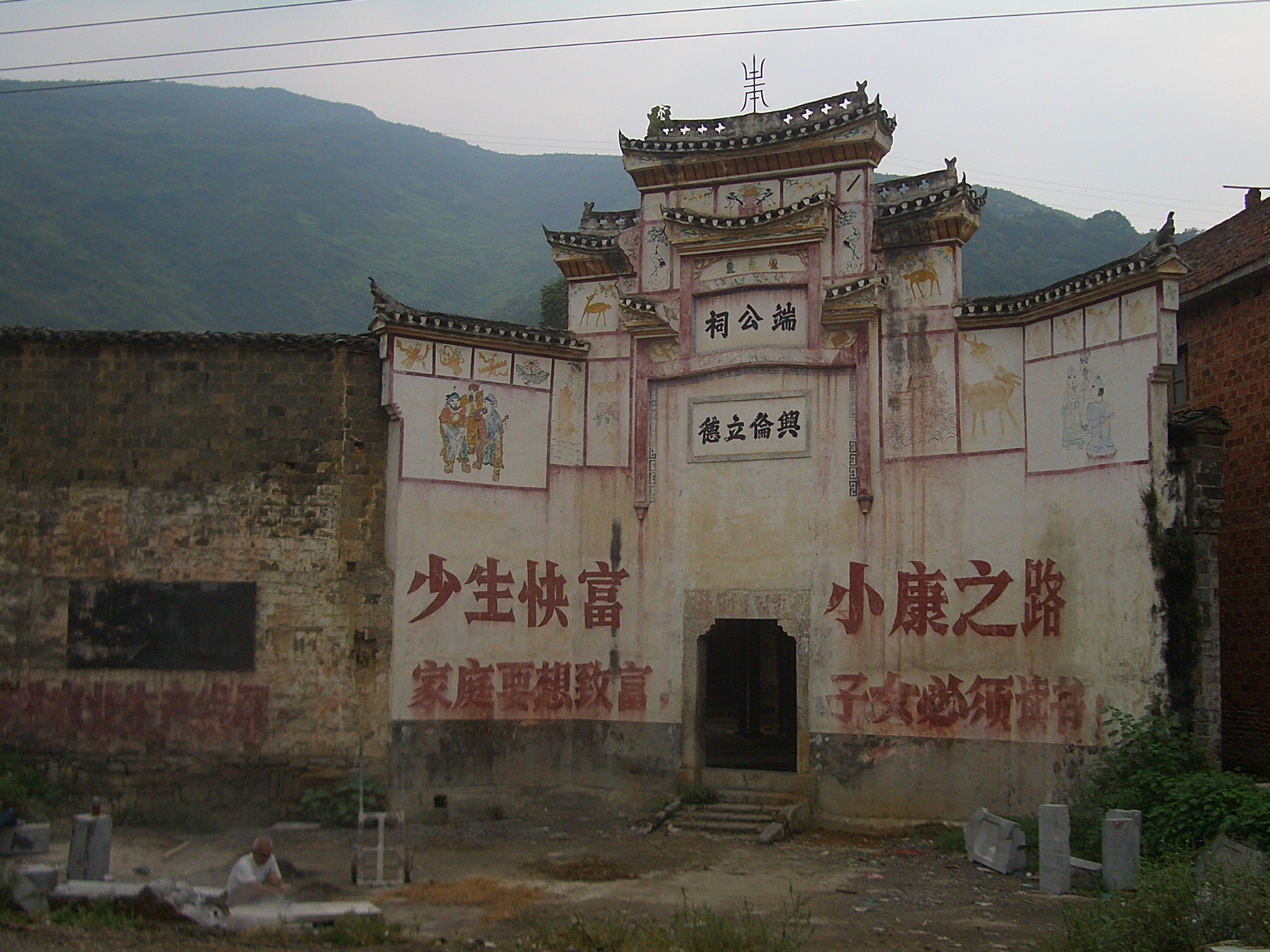
Un des nombreux temples locaux de religion traditionnelle chinoise, dans le Xian de Yangxin, Sud-Est de la Province de Hubei. La structure métallique au sommet du bâtiment est une forme antique du caractère shou 寿 (longévité).

Cette absence de nom propre, associée à celle de tout canon, l'ont fait longtemps regarder par les Occidentaux de la façon dont on regarde le culte des saints dans le monde catholique, comme une dégradation populaire d'une « authentique religion ». Shenisme est un terme qui a été introduit pour la première fois par Alan J.A. Elliot, en 1955, pour décrire la religion populaire chinoise en Asie du Sud-Est.
Elle est ainsi absente de presque toutes les statistiques sur les religions d'Asie, ses fidèles étant enregistrés dans les catégories « taoïste » ou « bouddhiste », voire « confucianiste ». Néanmoins, selon cette source, on dénombrerait au moins 294,3 millions (en 2010) — 304,6 millions (en 2020) — de pratiquants de cette religion à travers le monde — ces chiffres devant être pris avec précaution. Par ailleurs, selon une recherche effectuée en 1988 par Chu Hai-yuan pour l’Academia sinica, 30 à 65 % des Taïwanais choisissent cette appartenance religieuse lorsqu’on leur en offre l’occasion.

## Religion traditionnelle. Les trois enseignements: taoïsme, bouddhisme et confucianisme

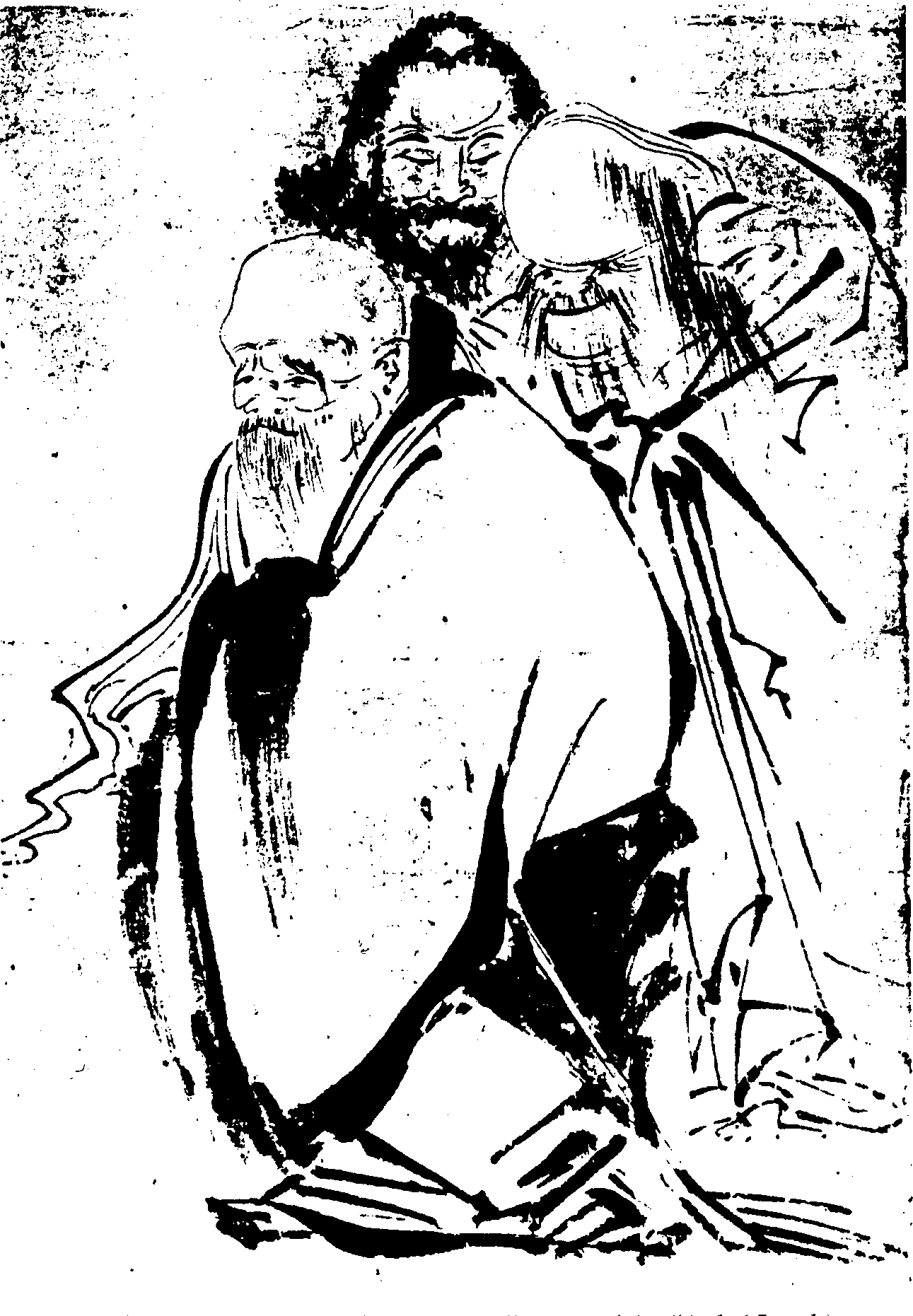
Laozi, Bouddha et Confucius. Symbole des Trois Enseignements.

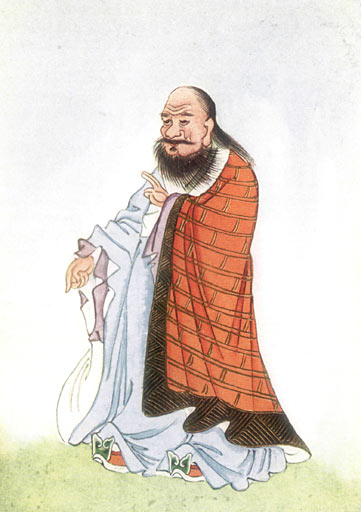
Lao Zi, un des pères fondateurs du taoïsme.

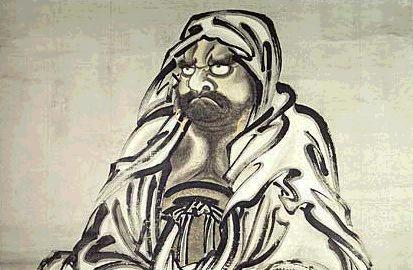
Bodhidharma, fondateur de l’école Chan.

Le monde chinois n'a donné de nom propre qu'aux écoles (教, jiào), notion plus large que religion, dont la traduction en mandarin, zōngjiào (宗教, zōngjiào, « école religieuse »), est d'ailleurs un néologisme importé du japonais. L'école est avant tout une organisation qui suppose un maître et des disciples, et son enseignement n'est pas toujours de nature religieuse (confucianisme par exemple). En réalité la religion populaire en tant que telle n'a pas vraiment de clergé, au point que pour célébrer les fêtes, suivant les régions on fait souvent appel à un prêtre taoïste ou bouddhiste. Ainsi en parallèle du taoïsme ésotérique et mystique et du bouddhisme spirituel il existe des versions « populaires » de ces cultes qui alors admettent l'existence des démons et des fantômes.
Le taoïsme est resté un ensemble d’écoles et non une confession religieuse à proprement parler. En effet, son expansion, accompagnée d'une structuration institutionnelle et idéologique croissante qui aurait pu le détacher définitivement du reste du système religieux et en faire une religion individualisée, a été stoppée à partir de l'époque Ming par l'hostilité constante des autorités à son égard. Ainsi, dans le monde chinois, seules se présentent comme taoïstes les personnes qui se sont engagées comme disciples auprès d'un maître taoïste (道士, dàoshì) qui leur enseigne ses pratiques, ou ce maître lui-même. Les taoïstes appartiennent à l'ensemble des fidèles de la religion traditionnelle, dont ils constituent le pôle philosophique. Inversement, le fidèle qui n'est pas disciple ou maître ne se désignera jamais comme taoïste, même s'il pratique dans le cadre de sa vie religieuse de nombreux rites d'origine taoïste.
De même, l'identification « bouddhiste » est ambiguë. En effet, la vision de l'univers et de la destinée humaine qu'offre la religion traditionnelle est très semblable à celle du bouddhisme mahayana, qui l'a d'ailleurs beaucoup influencée : univers impersonnel, renaissances successives dans un état dépendant des actes de la vie antérieure, divinités secourables (au nombre desquelles on compte des bodhisattvas) se situant dans un état supérieur à l'état humain, plus proche de la libération finale. Ainsi, un fidèle de la religion traditionnelle peut très bien prier le bouddha Amituofo ou la très populaire déesse Guan Yin (觀音), version féminisée d'Avalokiteshvara, sans lire les sûtras ni suivre de pratique proprement bouddhique (méditation, alimentation végétarienne par exemple). D'un autre côté, une personne qui s'estime suffisamment engagée dans la voie bouddhique pour s'en réclamer continuera souvent les pratiques de la religion traditionnelle, particulièrement dans le cadre de ses activités en tant que membre de la communauté familiale ou sociale. Une enquête effectuée pour l’Academia sinica de Taïwan vers la fin des années 1980 indiquait que 35 % des personnes qui se déclarent « bouddhistes » ont des pratiques et croyances qui les rangeraient plutôt dans ce qu’on appelle le « bouddhisme populaire », religion traditionnelle teintée de bouddhisme.
Doctrine morale, sociale et politique, le confucianisme a profondément influencé les relations familiales et la vision du rôle de l'individu dans la communauté. La religion, comme toutes les activités sociales, en porte donc l'empreinte. Néanmoins, malgré le développement d’une métaphysique à partir du Xe siècle et le statut religieux réclamé dans certains pays par des sociétés d'études confucéennes pour bénéficier d'avantages institutionnels, le terme de religion lui convient mal, et ce n'est pas en cette qualité qu'il a influencé la religion populaire chinoise. Ainsi, le culte des ancêtres reflète la vision confucéenne de la famille sans être à proprement parler un « rite confucéen ». De même, les temples de Confucius et le culte qu'on rendait dans le palais impérial ou les administrations font partie intégrante du système de la religion traditionnelle, qui admet que certains cultes ou dieux soient particuliers à un groupe social déterminé. La métaphysique néo-confucéenne, d'ailleurs fortement influencée par le taoïsme et le bouddhisme, a été adoptée par les nouveaux courants religieux.

## Quelques notions et pratiques générales
Dépourvue de dogme et de clergé organisé, la religion traditionnelle se compose d'un ensemble de pratiques et de croyances qui sont loin de constituer un système parfaitement cohérent, mais réussissent néanmoins à présenter un certain degré d'homogénéité. On doit sans doute partiellement en créditer l'empire chinois, dont la longévité a favorisé la diffusion de valeurs communes sur toute l'étendue de son territoire.

### Univers
Contrairement à la mythologie chinoise antique, on ne trouve dans la religion d'aujourd'hui aucun dieu créateur. Les personnages des mythes anciens ne sont d'ailleurs plus que de lointaines figures légendaires, rares étant celles qui disposent encore de temples (Shennong, Xiwangmu, occasionnellement Nuwa). Ils ont été repris et réinterprétés par certaines écoles taoïstes, mais leur culte reste confidentiel.
Sans commencement ni fin, l'univers se maintient sans l'aide d'aucune divinité dans un état de constante mutation résultant de la transformation l'un en l'autre de ses deux composants primordiaux, le yīn 陰 et le yáng 陽. Une représentation plus détaillée de ces transformations fait appel au jeu de cinq éléments (métal, eau, bois, feu, terre) associés chacun avec des réalités de différents ordres (saisons, couleurs, organes…) Tout peut donc s'expliquer par le jeu de ces éléments, dont la compréhension est à la base de méthodes divinatoires.
L'être humain évolue en symbiose avec cet univers dont il est lui-même une forme miniaturisée (un microcosme à l'image du macrocosme). L'univers est constamment parcouru de souffle vital ((气 / 氣), qì). Sa circulation dans le sol, que l'art du fēng shŭi permet de lire, détermine l'aspect bénéfique ou maléfique d'un lieu. Sa circulation dans le corps humain influence l'état de santé, la médecine traditionnelle utilise également la théorie du yin-yang et des 5 éléments pour établir (en partie) un diagnostic.

### Dieux

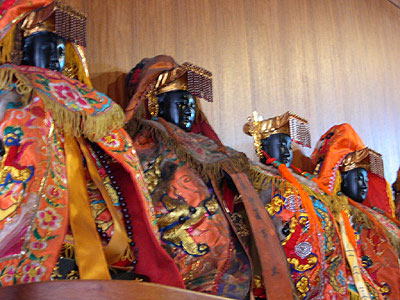
Mazu, protectrice des gens de mer.

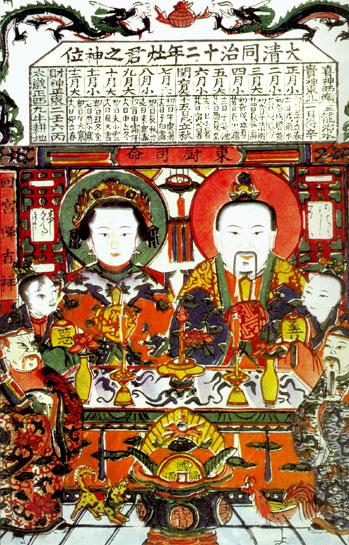
Le Dieu du fourneau et sa femme.

Les dieux sont des créatures de niveau supérieur aux humains, mais sans le pouvoir absolu que l'on prête au dieu du monothéisme judéo-chrétien ou islamique, bien que certains soient censés être au-dessus des autres : ainsi le Dieu du Ciel (Tian Gong 天公), d’origine très ancienne, ou l'Empereur de jade, création taoïste plus récente qui se confond souvent avec lui. Les fidèles gardent d'ailleurs une certaine distance avec ces divinités suprêmes, et ce ne sont pas elles qui font l'objet du culte le plus assidu.
De manière générale, si l'on retrouve des groupes organisés en systèmes par certaines écoles (panthéon taoïste, bouddhas des quatre orients ou des trois âges...) à l'intérieur de l'ensemble des déités, les divinités chinoises ne constituent pas un panthéon structuré. De plus, la vision d'une même divinité peut différer d'un fidèle à l'autre en fonction de différences idéologiques ou régionales.
Selon la conception chinoise, les dieux sont tous censés avoir eu une existence humaine terrestre, pendant laquelle ils ont fait preuve d'une vertu exceptionnelle ou pratiqué une ascèse qui leur a permis d'accéder après la mort au rang de dieu. En fait on ne retrouve pas toujours une personne réelle à l'origine d'une divinité, mais toutes se voient attribuer une biographie, même si elle est le plus souvent imaginaire. En tant qu'êtres exemplaires, les bodhisattvas et bouddhas trouvent donc naturellement leur place dans le panthéon chinois et peuvent être invoqués par des fidèles qui ne sont pas forcément d'authentiques bouddhistes.
La possibilité pour tout humain suffisamment vertueux d'accéder à l'état de dieu, ne serait-il que mineur, explique qu'il en existe une multitude (on en compterait plus de 200 à Taïwan où vivent des Chinois d'origine géographique diverse). Si le culte de certains s'étend à l'ensemble du monde chinois, beaucoup ont un champ d'action limité géographiquement ou fonctionnellement : dieu du Sol, Wang Ye, déesse qui assiste les femmes en couches (助生娘娘, zhùshēng niángniáng), etc.
À l’imitation de la société de l’époque impériale, les dieux constituent une sorte de bureaucratie céleste (ou parfois infernale). Certaines divinités sont en effet de véritables mandarins exerçant leur autorité sur les humains et les fantômes, par exemple le dieu du Sol et le dieu des murailles et fossés à la juridiction territoriale, ou dieu des Enfers juge et gardien des âmes en attente de réincarnation ou condamnées à purger en enfer une peine à durée limitée. C'est également en fonctionnaire que le dieu du Fourneau, dont l'effigie trône dans la cuisine, monte au moment du Nouvel An chinois faire son rapport sur la conduite de la famille au Dieu du Ciel ou à l'Empereur de jade. D'autre part, l'administration impériale elle-même intervenait parfois pour attribuer un titre à une divinité. Ainsi telle déesse de tel temple voyait sa popularité croissante reconnue par une promotion la faisant passer de « concubine impériale » à « impératrice ».
Les Chinois des régions où les échanges culturels sont intenses (côtes et îles du Sud de la Chine, Asie du Sud-Est) n'hésitent pas à donner leur chance à des divinités étrangères qui semblent avoir un pouvoir de protection efficace. Ainsi, à Taïwan, un type de bouddha à quatre visages venu de Thaïlande importé il y a une dizaine d'années jouit d'une certaine faveur, et tout récemment une divinité renard d'origine japonaise (Inari) a pointé son nez. Même les dieux auxquels on ne rend habituellement aucun culte ne sauraient être totalement négligés. On peut ainsi voir à Singapour les Chinois sortant de leur temple saluer la divinité hindoue du temple voisin, ou même lui présenter une petite offrande.

### Démons et esprits de la nature
Il existe également des démons ou génies issus souvent de la nature, malfaisants ou non selon les cas, dont le type le plus connu, yāo jīng (妖精), est un animal qui s'est chargé d'énergie au fil du temps. Accumulant plus facilement l'énergie yin, ils sont en majorité de sexe féminin. C'est le cas des célèbres renardes séductrices des contes ou de l'héroïne de la Légende du serpent blanc.

### Mort et au-delà
La notion que l'individualité peut subsister après la mort si elle est nourrie par les sacrifices ou si elle est celle d'une personnalité exceptionnelle est sûrement très ancienne. Les croyances chinoises antiques semblent avoir attribué à l'homme plusieurs composantes vitales se séparant au moment du décès.
- Il y a tout d'abord l'âme « inférieure » pò (魄) : nécessaire à la vie mais de moindre importance elle est dite rester dans le cercueil après la mort et finir par s'y dissoudre avec le temps.
- Il y a ensuite l'âme « supérieure » hún (魂), immortelle.
- Parfois aussi on distingue le shén (神), qui a donné le mot dieu.

Le culte des ancêtres devait à l'origine en faire des divinités protectrices du clan en nourrissant leur shen, mais les ancêtres d’aujourd’hui ne sont plus divinisés. On leur rend néanmoins un culte qui peut leur assurer une meilleure situation dans les enfers ou une meilleure réincarnation, et qui a le pouvoir d'entretenir la fortune de la famille, de même que le choix judicieux selon les règles du feng shui de l'emplacement de leur tombe.
- explication bouddhiste : l'âme immortelle va aux enfers après la mort payer pour ses méfaits et une fois tous les enfers traversés elle boit au fleuve de l'oubli et est réincarnée en fonction de son karma.
- explication taoïste : l'âme du défunt continue à vivre dans le monde de l'ombre, sorte de monde démoniaque, équivalent yin de notre monde yang. Mais contrairement à la vision occidentale, le monde des morts interpénètre notre monde.

Les détails de la destinée outre-tombe peuvent varier selon les individus. Beaucoup envisagent un jugement de la part d'un juge infernal, deux divinités étant candidates au rôle, Yanluowang d’origine bouddhiste et le Dieu-Préfet d’origine locale, avec pour les plus coupables un séjour non éternel mais parfois très long dans un enfer dont l'iconographie est d'origine hindo-bouddhiste. Certains imaginent un séjour de durée indéterminée outre-tombe, qui peut être passé dans un certain confort grâce aux meubles ou voitures brûlés lors des cérémonies funéraires et aux sacrifices des vivants. Ce lieu serait un lieu administré par des fonctionnaires ressemblant beaucoup à leurs homologues d'en-haut. Mais l’opinion la plus générale, très influencée par le bouddhisme, est que l’âme se réincarne, sa vie future étant déterminée par les actes de son existence précédente. L'objectif ultime peut être le nirvāna, ou plus modestement un paradis comme celui de la Terre pure du bouddha Amituofo.
La réincarnation n’est pas immédiate, et pendant quelques jours au moins l’ancien vivant est un fantôme, gŭi (鬼). L'existence des spectres est donc un fait indiscutable pour la plupart des gens, même si tout le monde n'est pas capable de ressentir leur présence. Cette période de vie fantomatique peut se prolonger pour certains, particulièrement les personnes à qui aucune offrande n'est faite ou qui sont décédées de mort violente, ces dernières sont particulièrement dangereuses car on pense que l’effroi causé par leur épreuve leur a brouillé l’esprit ; elles sont donc aveugles à la voie de la réincarnation et pensent sortir de leur douleur en attirant une victime qui prendra leur place ; ce genre d’esprit est souvent désigné comme responsable des noyades, accidents de la route ou suicides considérés comme inexplicables.
De toute façon, même s'ils sont de la famille ou animés des meilleures intentions, le contact des fantômes, de par leur nature trop yin, est préjudiciable à la santé humaine. On veille donc à éviter les visites inutiles dans les cimetières et autres lieux marqués par la mort, ainsi que les comportements censés les attirer, comme le fait de siffler à la nuit tombée. Le terme gui ayant une connotation péjorative, on s'efforce de ne pas les courroucer en leur donnant des appellations plus agréables telles que « bons frères » (haoxiōngdì 好兄弟).

#### Fantômes affamés
Appelé ainsi, car leur état de vie ne leur permet pas d'avoir à boire ou à manger.
Représentés comme des vagabonds errants, ce sont des âmes orphelines dignes de pitié : ils sont d'aspect efflanqués et faméliques. Quoique surnaturels, ils ne sont pas « classés » dans la hiérarchie divine et peuvent être maléfiques comme bénéfiques. Ces fantômes peuvent avoir plusieurs origines :
- La personne meurt sans descendant et personne ne peut assurer le culte des ancêtres. Ne recevant plus d'offrandes de nourriture, l'âme/esprit de la personne décédée devient un fantôme/démon (鬼 gŭi). C'est dans le but d'assurer ce culte que certains très vieux chinois adoptaient parfois des jeunes gens comme leurs propres enfants afin qu'ils poursuivent le culte de leurs ancêtres. Ces personnes venaient souvent de familles nombreuses, ou d'une famille de condition sociale ou économique inférieure à celle de l'adoptant.
- La personne meurt de malemort ou d'un terrible accident qui fait que son esprit va rester autour de son cadavre et chercher à communiquer avec les vivants sans savoir lui-même qu'il est mort.
- Il s'agit d'un suicidé qui nourrit encore de la rancœur à l'encontre d'un vivant.

Si certains esprits en attente de réincarnation hantent les lieux de leur vie ou de leur mort, beaucoup semblent vivre dans ce lieu d'attente que sont les enfers, dont la porte est ouverte pendant un mois chaque année (septième mois du calendrier lunaire) par décret de la bureaucratie céleste. Ils peuvent ainsi tenter de régler les affaires laissées en suspens par leur décès et font parfois, volontairement ou non, des victimes. C'est pourquoi la tradition veut que l'on évite autant que possible les activités à risque pendant cette période. À divers moments du mois, et particulièrement le quinzième jour, Fête des fantômes, un repas accompagné de prières pour leur délivrance leur est offert. Cette cérémonie se nomme pŭdù (普度) de pŭ « universel » et dù « passage, libération ».
Pour tout problème causé par les fantômes, et pour les délivrer de leur condition actuelle, on fait appel aux maîtres taoïstes et aux moines bouddhistes. Les premiers sont spécialistes des rituels de protection contre les spectres qu'ils sont censés savoir tenir en respect. Une croyance prêtait à certains maîtres taoïstes du Hunan le pouvoir de ramener chez eux sous forme de jiangshi, sorte de zombie, les cadavres des gens morts au loin, pour qu'ils puissent bénéficier des rites et d'une sépulture convenable de la part de leur famille. Les prières des moines bouddhistes, presque toujours présents lors des cérémonies funéraires, ont le pouvoir de faciliter leur délivrance.

### Divination

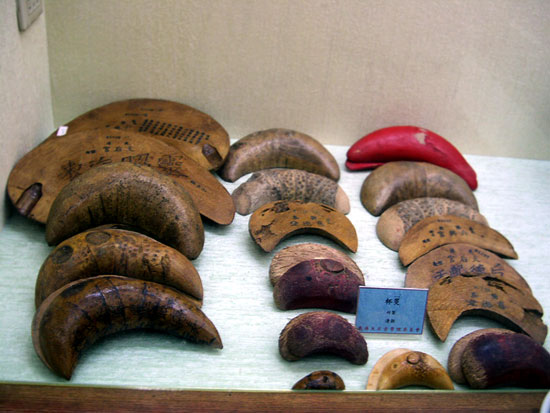
Blocs oraculaires jiaobei 筊杯, dynastie Qing, temple de Mazu, Lukang, Taïwan.

La pratique de la divination est intrinsèquement liée à la religion populaire car les voyants ou médiums font appel aux divinités et aux démons qui peuplent la religion traditionnelle chinoise. Elle consiste généralement en une communication avec le monde parallèle des êtres surnaturels. Il existe de très nombreuses méthodes, notamment :
- Le tirage des trigrammes du Livre des Mutations, le Yi jing, qui se fait avec des tiges d'achillée. Bien que son usage divinatoire soit au XXIe siècle plutôt lié au taoïsme, le Yi Jing est en fait un classique chinois étudié par tous les lettrés depuis l'époque de Confucius, sans distinction d'école. On peut également procéder au tirage avec des pièces.

- Le médium ou le chamane tóngjī ou jītóng (童稽[réf. nécessaire] ou 童乩/乩童) est consulté comme le Yijing pour des problèmes personnels, mais aussi pour des problèmes collectifs. Le médium pose les questions au dieu puis devient lui-même la bouche de ce dieu. Ces communications surnaturelles surviennent au moment d'une transe où le médium est possédé par le dieu. Il arrive que certains médiums usent de mortifications et d'automutilations pour arriver à cet état. La croyance veut que cette charge puisse arriver à n'importe qui volens nolens, au point que beaucoup ne vivent pas de leur « métier » de médium mais continuent leur activité régulière.
- méthode des blocs oraculaires (jiaobei 筊杯) : elle utilise deux petits morceaux de bois (généralement en demi-lune) avec un côté plat (yang) et un côté bombé (yin). Agenouillé devant l'autel, les deux blocs tenus l’un contre l’autre entre ses mains levées, l'officiant décline son identité, sa date de naissance et son adresse à la divinité et lui exprime sa requête, puis il s'incline devant elle et laisse tomber les blocs. De leur position on déduit la réponse :
  - un côté plat et un bombé : réponse positive, mais pour les affaires importantes on considère qu’il faut obtenir trois réponses positives successives ;
  - deux côtés plats vers le haut : la divinité fait languir le fidèle et ne veut pas encore lui donner de réponse, il peut recommencer en formulant éventuellement plus clairement sa requête ;
  - deux côtés bombés vers le haut : réponse négative, mais on peut tenter sa chance encore deux fois de plus ;
- méthode de la chaise oraculaire : devant un autel, deux personnes soulèvent une chaise en bois d'une trentaine de centimètres et invitent le dieu à venir y prendre place. Les officiants savent que le dieu s'est exécuté quand la chaise est prise de tremblements. Portée au-dessus d'une table, les pieds de la chaise vont alors tracer dans l'air des caractères d'écriture qu'une tierce personne est invitée à interpréter.